# Nox
Noxは Westwood Studios 社が2000年に発売したARPG。